# Declaração de Débitos e Créditos Tributários Federais

[ligação inativa]A Declaração de Débitos e Créditos Tributários Federais (DCTF) é uma das modalidades utilizadas pela Receita Federal do Brasil para obtenção das informações necessárias para o lançamento do crédito tributário e da forma que o contribuinte utilizou para quitá-lo (pagamento, compensação, suspensão ou parcelamento).

## História
A Administração Tributária brasileira tem se pautado, nas últimas décadas, pela
transferência aos contribuintes de tarefas que deveriam ser suas. Estes assumiram,
forçadamente, a obrigação de apurar, pagar e declarar seus débitos ao Fisco antes
mesmo de qualquer atividade prévia das autoridades fiscais. O principal instrumento
utilizado para levar a cabo essa sistemática foi o lançamento por homologação,
previsto no art. 150, do Código Tributário Nacional. O Decreto-Lei nº 2.124/84,
entretanto, inovou na legislação tributária, introduzindo uma nova forma de
constituição do crédito tributário: constituição por declaração. Doutrina e
jurisprudência, no entanto, consideram a forma de constituição prevista no DL
2.124/84 como sendo lançamento por homologação. Sobre homologação e os prazos de
decadência e prescrição dos créditos tributários constituídos sob essa nova forma,
utilizando o caso concreto da DCTF – Declaração de Débitos e Créditos Tributários
Federais, principal declaração do país em termos de valores declarados.
O que é DCTF?
                  A
sigla DCTF (Declaração de Débitos e créditos
tributários Federais)
refere-se a uma declaração de entrega obrigatória. Nesta declaração deve haver
informações de contribuições e tributos averiguados pelas pessoas jurídicas.
Para apuração desse tributo e entrega é necessário utilizar programas geradores
específicos no computador e através da internet.
                  O
que define o tempo de entrega - semestral ou mensal - da DCTF é o seu
faturamento. O período proposto de entrega pela Receita Federal é até o décimo
quinto dia útil do mês subsequente ao pagamento destes impostos e tributos, a
mesma estará sujeito a multas.
                  A
obrigatoriedade abrange empresas isentas, imunes e todas as de direito privado,
inclusive as que são equiparadas e também as fundações de autarquia se forem
gestoras de seu próprio orçamento. Empresas que não tiveram nenhuma rendimento
durante o ano corrente, ou inativas, as que são classificadas como
microempresas e também os órgão públicos estão dispensadas da entrega da
declaração.
Exemplo de alguns dos impostos e contribuições que devem ser declarados
na DCTF são:
IRRF - Imposto de renda retido na
fonte ;
IRPJ – Imposto de renda de pessoa
jurídica;
IPI – Imposto sobre produtos
industrializados;
CSLL - Contribuição social sobre o
lucro líquido;
ICMS – Imposto sobre circulação de
mercadorias e serviços; 
PIS/PASEP - Contribuição para o
financiamento da seguridade social;
CONFINS - Contribuição provisória
sobre movimentação ou transmissão de valores; 
CPMF - Crédito e direitos de
Natureza Financeira.  
Local de entrega e
arquivos dos documentos

       A versão do programa
para geração do DCTF deverá variar de acordo com a data de competência da
declaração. O arquivo mensal para declarações a partir de Agosto/2014 é a
versão 3.2. Já para períodos anteriores a este e posteriores a Janeiro/2006, a
versão necessária é a 2.5. 
                  A
DCTF será transmitida pela Internet, por meio do programa Receitanet. Após a
transmissão, o responsável deverá aguardar a gravação do recibo de entrega no
disquete de envio ou no disco rígido. O recibo (protocolo de entrega) e a
declaração deverão ser impressos e arquivados junto à documentação
correspondente.  O programa gerador da
DCTF, assim como o Receitanet, se encontram disponíveis no ambiente online da Receita Federal.                                                     
Método (Navegação no programa)
DCTF 
Abrir o programa da DCTF 1º passo:
Nova: Digitar =>
CNPJ da APM; Mês: Clicar no mês em questão. Ex: dezembro; Ano de apuração: 2015 =>
OK.
2º passo:
Dados iniciais Período: Ex: 01/12/2015 a 31/12/2015; PJ esteve inativa no semestre anterior ao desta DCTF - deixar em branco; Situação: Normal; Meses com ausência de débito a declarar: clicar nos meses nos quais não houve declaração da DCTF em 2010, deixando em branco os meses já
declarados; Qualificação da
pessoa jurídica: PJ em geral; Forma de tributação do lucro: isenta do IRPJ; PJ com débitos de SCP
a serem declarados: deixar em branco; Regime de Apuração da
Contribuição para o PIS/PASEP e da COFINS: Cumulativo.
3º passo:
Dados Cadastrais do estabelecimento matriz Nome empresarial: igual ao que
está
na razão social do cartão do CNPJ da APM; Endereço: preencher.
4º passo:
Dados dos responsáveis pela pessoa jurídica Dados do representante da pessoa
jurídica:
preencher com os dados do Presidente da Diretoria Executiva, cujo nome está cadastrado no CNPJ.
Dados do responsável pelo preenchimento: preencher.
5º passo: Débitos / créditos Na DCTF lançam-se os códigos de retenção do mês em questão.
a) Acessar IRRF: Para
digitar os dados é necessário clicar em “incluir” antes
de cada nova
informação; Código da
receita /
denominação: selecionar os mesmos códigos lançados no DARF, acrescidos do final “06”: (0588-06 pessoa física, 1708-06 para pessoa jurídica e 3280-06 para Cooperativa de Trabalho). Mês de
apuração: conforme o mês do campo 2 - período de apuração - do DARF => OK
ATENÇÃO: para o correto preenchimento dos campos acima citados a
APM precisa juntar os códigos
iguais do mês, pois cada código somente pode ser lançado uma.
Exemplo:
No DARF foram
feitas em dezembro três retenções no código 1708
de empresas diferentes, na
DCTF
deve-se lançar em dezembro somente uma vez o código 1708-06. Isto se
repete caso tenha ocorrido retenções no DARF nos códigos 0588 e 3280.
b) Valor do Débito:
digitar o total do IR retido no mês, para cada código da Receita Federal, sem os
juros e
as multas, caso os tenha.
c) Pagamento com DARF: incluir/ preencher de acordo com o DARF, inclusive as multas e os juros => OK. Repetir este procedimento para
todos os DARFs do mês em questão.
6º  passo:
Enviar a DCTF via Receitanet com o uso do certificado digital, imprimir a declaração e
o recibo.
Multa por falta de
entrega ou atraso
                  A
multa por falta de entrega ou entrega fora do prazo será de 2% ao mês, fração
que incide sobre o montante dos impostos e contribuições informados, limitada a
20%, reduzida à metade se a declaração for apresentada antes de qualquer
procedimento de ofício. À pessoa jurídica (Associação) que deixar de apresentar
a DCTF no prazo fixado, será aplicada a multa mínima de R$ 500,00 (quinhentos
reais). 
Obrigatoriedade da DCTF
Art. 1º. As normas disciplinadoras da Declaração de Débitos
e Créditos Tributários Federais (DCTF), relativas a fatos geradores que
ocorrerem a partir de 1º de janeiro de 2011, são as estabelecidas nesta
Instrução Normativa.
 Da Obrigatoriedade de
Apresentação da DCTF Art.
 2º. Deverão
apresentar a Declaração de Débitos e Créditos Tributários Federais Mensal (DCTF
Mensal), desde que tenham débitos a declarar: 31 (Redação dada pela Instrução
Normativa RFB nº 1.130, de 18 de fevereiro de 2011) (Vide art. 2º da IN RFB nº 1.130,
de 2011)
 I – as pessoas
jurídicas de direito privado em geral, inclusive as equiparadas, as imunes e as
isentas, de forma centralizada, pela matriz;
 II – as unidades
gestoras de orçamento das autarquias e fundações instituídas e mantidas pela
administração pública da União, dos Estados, do Distrito Federal e dos
Municípios e dos órgãos públicos dos Poderes Executivo, Legislativo e
Judiciário dos Estados e do Distrito Federal e dos Poderes Executivo e
Legislativo dos Municípios; e (Redação dada pela Instrução Normativa RFB nº
1.177, de 25 de julho de 2011)
 III – os consórcios
que realizem negócios jurídicos em nome próprio, inclusive na contratação de
pessoas jurídicas e físicas, com ou sem vínculo empregatício.

Ela permite que a empresa obtenha documentações sobre sua idoneidade fiscal e/ou informações sobre débitos para quitações junto ao órgão público federal competente, liberando após a quitação um nada consta de débitos.